# T3 КВП Од «Одіссей»
T3 КВП Од «Одіссей»  (розшифр. "Трамвай Т3 Капітально Відремонтований Переобладнаний") —  односекційний трамвайний вагон, який збирається у вагоноремонтних майстернях КП «Одесміськелектротранс» і КП «Запоріжелектротранс». Офіційно дана модель трамваю оформлюється як модернізація вагону Татра Т3 з заміною кузова. Для збірки трамваю замовляється новий кузов в місті Калуш, а система управління в Чехії через компанію «Політехносервіс». Всього було виготовлено 12 вагонів. Курсують в містах Одеса і Запоріжжя. Трамвай є оновленим варіантом вагону Т3UA-3 Каштан з зміненим дизайном передньої і задньої масок.

## Характеристики
Вагон односекційний частково низькопідлоговий. Низькопідлогова вставка розташована у середній частині кузова. Перша та середня частини вагона високопідлогова, до низькопідлогової вставки ведуть по 3 сходинки в салоні. Вагон має 3 ширмових двері, розташованих аналогічно вагону Татра Т3. Середні двері оснащено пандусом для зручності пасажирів з обмеженими фізичними можливостями. Також вагон оснащено транзисторно-імпульсною системою керування TV Progress SLT, радіоінформатором, електроними маршрутними покажчиками і рухомим рядком виробництва компанії Гранато. На трамваї встановлено 2 візка від вагону Т3. Починаючи з трамваю №5004 на всі нові Одіссеї  встановлюється більш сучасна система керування TV Impulse спільного виробництва чеського Cegelec та ТОВ «Політехносервіс».

## Історія
У 2018 році КП «Одесміськелектротранс» вирішило вчергове змінити дизайн модернізованих трамваїв, що вироблялись на основі кузова трамваю Каштан. Для цього було замовлено в компанії МДС новий екстер'єр трамваю. Щоб пасажири асоціювали новий трамвай саме з Одесою, у соцмережах було оголошено конкурс на кращу назву нового трамваю. За результатами конкурсу оновлені вагони почали називати Одіссей. Перший трамвай з бортовим номером 4016 було презентовано на початку вересня 2018 року.
15 листопада 2018 року трамвай поступив на баланс трамвайного депо №1 і вирушив у перший рейс на маршрут №18.
30 травня 2019 року збудували і презентували другий трамвайний вагон № 4035. Трамвай курсує на маршруті № 5 у напрямку Аркадії.
11 вересня 2019 року виготовоені одразу два трамвайні вагони: № 4072 та 4084. Обидва вагони вийшли на маршрути 11 жовтня.
3 січня 2020 року презентували п'ятий трамвайний вагон № 3308, який вирушив в рейс за місяць.24 січня 2020 року збудували шостий вагон № 4040. Наразі на території ВРМ знаходиться ще 2 кузови T3 КВП Од «Одіссей». Планується придбати щонайменше ще 3-5 кузови.
У 2020—2021 роках КП «Запоріжелектротранс» також виготовило п'ять трамваїв Т3-КВП (№ 369, 390, 550, 783 та 806).
У вересні 2021 року в Одесі до дня міста зібрали ще 2 вагони Odissey. Вагони отримали бортові № 3294 та № 5004.
У жовтні 2021 року в Одесі міста зібрали ще один вагон Odissey. Вагон отримав бортовий № 5013. Це перший вагон, який має USB-порт.
У листопаді 2021 року в Одесі зібрали десятий вагон в майстернях ВРМ, який отримав бортовий № 4046.

## Експлуатація
| Номер вагона | Номер маршруту                  | Депо | Фото | Рік будівництва | Примітки |
| ------------ | ------------------------------- | ---- | ---- | --------------- | --- |
| 3294         | 5, 7, 12, 15, 17, 21, 28        | 2    |      | 2021            | |
| 3308         | 5, 7, 8, 12, 15, 17, 21, 22, 28 | 2    |      | 2020            | |
| 3322         | 7, 12, 15                       | 2    |      | 2021            | 30 трамвай з низькою підлогою, модернізований ВРМ. |
| 4016         | 3, 5, 10, 18, 26, 28            | 1    |      | 2018            | |
| 4035         | 5, 7, 10, 12, 15, 17, 21, 28    | 1⇒2  |      | 2019            | На час ремонту вулиці Новощепний Ряд перебував на балансі депо №2. У вересні 2022 року передано до депо №2 для роботи на маршруті Північ - Південь |
| 4040         | 3, 5, 7, 10, 12, 15, 28         | 1    |      | 2020            | На час ремонту вулиці Новощепний Ряд перебував на балансі депо №2 |
| 4046         | 3, 5, 7, 28                     | 1    |      | 2021            | Через ремонт перехрестя вулиць Новощепний Ряд і Преображенська, початково поступив на баланс депо №2 і до середини грудня працював на маршруті №5. У середині грудня був перевезений в депо №1, де і буде постійно працювати. До завершення ремонтних робіт на вищезгаданих вулицях буде працювати на маршруті №3. Пошкоджений 21 червня 2022 року через ДТП з сміттєвозом на Люстдорфській дорозі. |
| 4072         | 3, 5, 7, 8, 12, 15, 17, 28      | 1⇒2  |      | 2019            | На час ремонту вулиці Новощепний Ряд перебував на балансі депо №2. У вересні 2022 року передано до депо №2 для роботи на маршруті Північ - Південь |
| 4084         | 5, 7, 8, 12, 15, 21, 28         | 2    |      | 2019            | |
| 5004         | 7, 12, 17                       | 2    |      | 2021            | |
| 5013         | 5, 7, 12, 15                    | 2    |      | 2021            | |

| Запоріжжя    | Запоріжжя      | Запоріжжя | Запоріжжя       |
| Номер вагона | Номер маршруту | Депо      | Рік будівництва |
| ------------ | -------------- | --------- | --------------- |
| 369          | 3, 14, 16      | 1         | 2020            |
| 390          |                | 1         | 2021            |
| 391          | 3              | 1         | 2021-2023       |
| 550          | 3, 10, 16      | 1         | 2020            |
| 783          | 3, 14, 14      | 1         | 2020            |
| 806          | 3              | 1         | 2020            |